# Sebastian Herzfeld

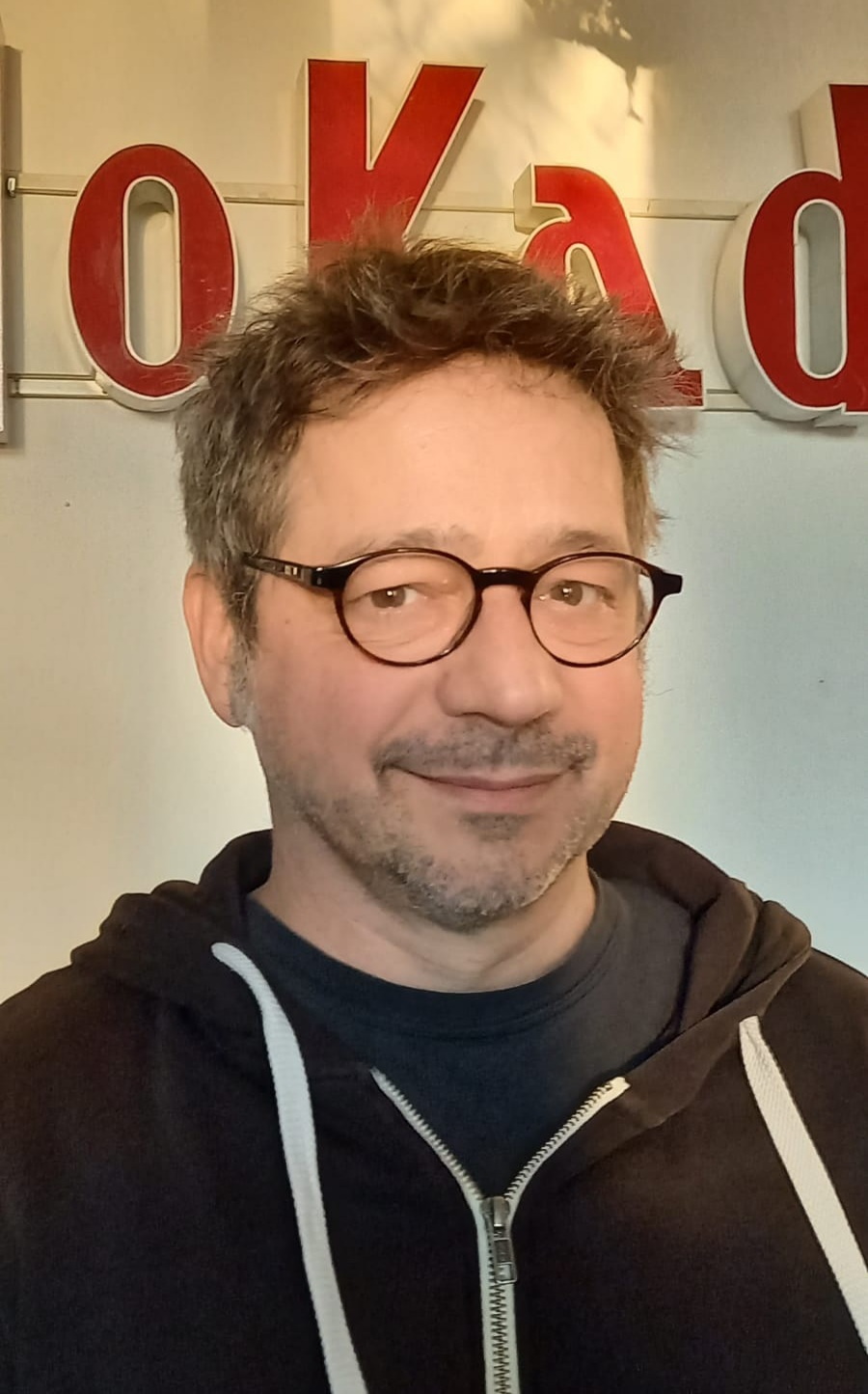
Sebastian Herzfeld, 2022

Sebastian Herzfeld (geb. 5. September 1963 in Halle (Saale)) ist ein deutscher Komponist und Musiker.

## Leben
Ab dem sechsten Lebensjahr besuchte Herzfeld das Konservatorium „Georg Friedrich Händel“ in Halle und ab 1980 die Musikschule in Weimar. Bis zu seinem Abschluss 1982 als Berufsmusiker erhielt er Unterricht in Trompete, Gitarre, Bass, Klavier und Gesang. Seitdem arbeitet er als freiberuflicher Musiker und Komponist.
Von 1994 bis 1998 studierte Herzfeld an der Hochschule für Musik „Hanns Eisler“ in Berlin und schloss das Studium mit  Diplom ab.
Bis Ende der 1990er Jahre arbeitete er vorrangig in den Bereichen Jazz- und Weltmusik mit zahlreichen Musikern aus dem In- und Ausland zusammen, u. a. mit Chris Jarrett, Ramesh Shotham, Markus Stockhausen, Ralf Siedhoff, Trilok Gurtu, Hayden Chisholm. Mit diesen und weiteren spielte Herzfeld u. a. bei den Weltmusikfestivals „One Sky,One Rhythm“ in Weimar, Leipzig und Luxemburg sowie auf internationalen Jazzfestivals in Galati und Brasov.
Seit etwa 2000 komponiert Herzfeld zunehmend für Theater und Filmproduktionen, dabei arbeitete er u. a. mit den Regisseuren:
- Rüdiger Pape
- Frank Alexander Engel
- Christoph Werner
- Ralf Meyer
- Wolfgang Engel
- Enrico Lübbe
- Moritz Sostmann
- Mona Kraushaar
- Claudia Bauer

Er arbeitete als Komponist und Musiker an vielen deutschsprachigen Bühnen, u. a. für das:
- Schauspielhaus Bochum
- Berliner Ensemble
- Thalia Theater Hamburg
- Schauspielhaus Düsseldorf
- Nationaltheater Mannheim, Schauspiel Frankfurt
- Schauburg München
- Burgtheater Wien

Von 2005 bis 2011 war er musikalischer Leiter am neuen theater Halle.
Sein Werk umfasst über 90 Schauspielmusiken, die zum großen Teil von seiner Vorliebe für eigenwillige Klänge wie z. B. dem Sound seines präparierten Klavieres und eigens entwickelten Metallinstrumenten geprägt sind.
Seit 2006 arbeitete Herzfeld mit Bobo zusammen, vertonte einen Großteil der Texte für die gemeinsamen Programme und Alben. Für das Album „Lieder von Liebe und Tod“ erhielten Bobo, Anne Kaftan und er 2008 den Weltmusikpreis „Ruth“ in Rudolstadt.
Gemeinsam mit Bobo wirkte Herzfeld auch in dem Film „Sound of Heimat“ mit (Regie: Arne Birkenstock).

## Diskographie
- „Worldbeat“ (mit Ralf Siedhoff – Acoustic Music Records 2002,)
- „Lieder Von Liebe und Tod“ (Traumton Records, 2008)
- „Liederseelen“ (Traumton Records, 2013)
- „Blick in den Strom“ (Traumton Records, 2018)

### Soloalben
- „WORKS“ (Warner/MassiveBass, 2016)
- „Poetic Sound Sculptures“ (Warner Chappell / Massive Bass, 2018)
- „Music For Prepared Instruments“ (Warner Chappell / Massive Bass, 2020)

### Filmmusiken
- „Zonenmädchen“(2013, Regie: Sabine Michel)
- „Festes Froh“ (2010, Regie: Julia Richter)
- „White Line“ (2005, Regie: Katrin Busching)
- „Ziegen zuerst“ (2000, Regie: Bärbel Haage)
- „Freischwimmer“ (2007 Zusammenarbeit mit Andreas Hoge, Regie: Andreas Kleinert)
- Polizeiruf – „Rosis Baby“ (2008 in Zusammenarbeit mit Andreas Hoge. Regie: Andreas Kleinert)

### Auszeichnung
2008 Deutsche Ruth (Musikpreis) für das Album „Lieder von Liebe und Tod“

### Auszeichnungen für Theaterproduktionen unter Mitwirkung von Herzfeld
- Leoganger Perô oder Die Geheimnisse der Nacht KinderTheaterTage 2000 ausgezeichnet mit dem „PREIS DER LEOGANGER KINDERJURY“
- 10. Hessische Kinder- und Jugendtheaterwoche, 2005 Marburger Kinder- und Jugendtheaterpreis 2005 für Das Geheimnis des Alten Waldes
- Einladung zum 8. Deutschen Kinder- und Jugendtheatertreffen in Berlin, Augenblick Mal! 2005 mit der Produktion Das Geheimnis des Alten Waldes Regie: Christoph Werner, Ausgewählt von einer Fachjury aus 300 Produktionen als eine der zehn impulsgebenden, aktuellen Inszenierungen der Jahre 2004/2005
- 12. Hessische Kinder- und Jugendtheaterwoche, 2007 Marburger Kinder- und Jugendtheaterpreis 2007 für Die Goldene Gans Einladung zum 9. Deutschen Kinder- und Jugendtheatertreffen in Berlin, Augenblick Mal! 2007 mit Ursel Regie: Moritz Sostmann Die Kuratorin für AUGENBLICK MAL!, 2007, Petra Fischer, hat Ursel als eine der sechs impulsgebenden, aktuellen Inszenierungen des Kindertheaters in Deutschland ausgewählt.
- MOMIX-PREIS 2008 mit Die Goldene Gans Regie: Ines Heinrich-Frank Prix du jury: 17e festival international jeune public Kingersheim
- Einladung zum 11. Deutschen Kinder- und Jugendtheatertreffen in Berlin, Augenblick Mal! 2011 mit „Aller Anfang – Schöpfungsgeschichten“ Regie: Ines Heinrich-Frank